# Os Mutantes (álbum)
Os Mutantes é o álbum de estreia da banda homônima brasileira de rock psicodélico. Foi lançado em LP em junho de 1968 e reeditado em CD em 1992 e 2006 pela gravadora Polydor Records, sendo lançado nos EUA pela Omplatten Records e depois (em 2006) pela Universal Records. É considerado um dos mais importantes álbuns da história da música brasileira, por conter um som inovador para a época, misturando elementos da música brasileira com o rock psicodélico e experimental e usando de diversas técnicas de estúdio, fazendo parte do movimento tropicalista. Foi classificado em 9° lugar na lista da revista Rolling Stone dos 100 maiores discos da música brasileira.

## Antecedentes
Os Mutantes estrearam em um programa da TV Record que passava no horário anterior ao programa da Jovem Guarda, chamado O Pequeno Mundo de Ronnie Von. O grupo fazia a trilha sonora, tocando muitas vezes composições eruditas em versões adaptadas para o rock e também sucessos dos Beatles e outras bandas do momento. Após essa estreia, o grupo foi convidado para participar de diversos programas, inclusive a Jovem Guarda, que teve a proposta recusada por não aceitarem em cena a quantidade de equipamento utilizada pela banda.
Em 1967, por indicação do maestro Rogério Duprat, conhecem Gilberto Gil. A partir disso gravaram duas canções junto com Gil: "Bom Dia" e "Domingo no Parque" com a qual participaram, junto do compositor baiano, da estreia tropicalista no III Festival de Música Popular Brasileira, ficando com o segundo lugar. Logo então começaram a se envolver cada vez mais com o movimento tropicalista, participando de momentos memoráveis com a apresentação sob vaias de "É Proibido Proibir" no III Festival Internacional da Canção e também do programa Divino, Maravilhoso, última grande manifestação tropicalista. A banda também participou do "disco manifesto" Tropicalia ou Panis et Circencis, um dos mais importantes da música brasileira, participaram nas gravações de discos de Gilberto Gil e Caetano Veloso e fizeram comerciais televisivos e jingles para a Shell.

## Música
O álbum foi gravado no início do ano de 1968, com a produção de Manoel Barenbein e arranjos de Rogério Duprat. É marcado pelo experimentalismo e pela utilização de várias técnicas de estúdio, como mudanças de ritmo, guitarras distorcidas, uso de ruídos, sonoplastia, e de objetos não convencionais para simular o som dos instrumentos, como uma bomba de inseticida em "Le Premier Bonheur do Jour". Nota-se uma forte influência da banda inglesa The Beatles e do rock psicodélico, misturando esse elementos com gêneros musicais brasileiros com o samba em "A Minha Menina", o candomblé em "Bat Macumba" e o baião em "Maria Fulô".

## Faixas
| Lado A |                      |                                         |         |  |
| N.º    | Título               | Compositor(es)                          | Duração |  |
| 1.     | "Panis et Circenses" | Gilberto Gil e Caetano Veloso           | 3:38    |  |
| 2.     | "A Minha Menina"     | Jorge Ben                               | 4:42    |  |
| 3.     | "O Relógio"          | Arnaldo Baptista, Rita Lee, Sérgio Dias | 3:30    |  |
| 4.     | "Maria Fulô"         | Humberto Teixeira, Sivuca               | 3:04    |  |
| 5.     | "Baby"               | Caetano Veloso                          | 3:01    |  |
| 6.     | "Senhor F"           | Arnaldo Baptista, Rita Lee, Sérgio Dias | 2:33    |  |

| Lado B         |                              |                                                                 |         |  |
| N.º            | Título                       | Compositor(es)                                                  | Duração |  |
| 7.             | "Bat Macumba"                | Caetano Veloso, Gilberto Gil                                    | 3:10    |  |
| 8.             | "Le Premier Bonheur du Jour" | Frank Gérald, Jean Renard                                       | 3:36    |  |
| 9.             | "Trem Fantasma"              | Arnaldo Baptista, Caetano Veloso, Rita Lee, Sérgio Dias         | 3:16    |  |
| 10.            | "Tempo no Tempo"             | John Phillips - Versão: Arnaldo Baptista, Rita Lee, Sérgio Dias | 1:47    |  |
| 11.            | "Ave Gengis Khan"            | Arnaldo Baptista, Rita Lee, Sérgio Dias                         | 3:48    |  |
| Duração total: | Duração total:               | Duração total:                                                  | 36:01   |  |

## Informações das faixas

### Panis et Circenses
O LP abre com a faixa "Panis et Circenses" ("pão e circo", em latim) composta por Gilberto Gil e Caetano Veloso. Segundo Rita Lee, Gil e Veloso compuseram a canção "em apenas quinze minutos".

### A Minha Menina
Rita Lee conta, em sua autobiografia, que a canção foi composta a seu pedido. Ela foi até o apartamento de Jorge Ben, onde o encontrou com uma cantora. O compositor rapidamente criou o esboço da composição, "com olhares de torpedo" para a mulher que o acompanhava.

### O Relógio
Rita Lee afirma que a faixa é uma "homenagem ao [seu] próprio" relógio.

### Maria Fulô
"Maria Fulô" (também conhecida por "Adeus, Maria Fulô") é uma canção composta em parceria por Sivuca e Humberto Teixeira, gravada originalmente em 1951. Rita Lee sugeriu a gravação desta faixa para "abrasileirar" a sonoridade do grupo. A mãe da cantora tocava a faixa no piano, e por isso Rita já conhecia a letra.

### Senhor F
De acordo com Rita Lee, a canção foi "chupada", ou seja, fortemente inspirada, em "Being for the Benefit of Mr. Kite!", dos Beatles.

### Le Premier Bonheur du Jour
"Le Premier Bonheur du Jour" é uma canção dos compositores franceses Frank Gérald e Jean Renard, gravada originalmente por Françoise Hardy no álbum Le Premier Bonheur du jour. Antes d'Os Mutantes, a canção era cantada por Rita Lee no seu grupo Teenage Singers.

## Fortuna crítica
| Críticas profissionais | Críticas profissionais |
| Avaliações da crítica  | Avaliações da crítica  |
| Fonte                  | Avaliação              |
| ---------------------- | ---------------------- |
| Allmusic               | link                   |
| About.com              | link                   |
| Amazon.com             | (favorável) link       |

O álbum Os Mutantes foi considerado uma obra de vanguarda, graças à influência sofrida do Tropicalismo, que fez com que os Mutantes misturassem o rock psicodélico com elementos brasileiros, criando um tipo de música inédita no Brasil, que ainda sofria muita influência da fase mais pop dos Beatles, que recebia o nome de iê-iê-iê. O álbum recebeu várias críticas positivas ao redor do mundo. John Bush, do Allmusic, disse que "o álbum de estreia da banda Os Mutantes é de longe o melhor, uma viagem incrivelmente criativa que assimila pop orquestral, psicodelismo lunático, música concreta, encontro de sons ambientes; e isso é apenas a primeira música!" e conclui dizendo que o álbum é "Muito mais experimental do que qualquer um dos álbuns produzidos pela bandas da Grã-Bretanha ou América da era psicodélica".

## Ficha técnica
Os Mutantes
- Arnaldo Baptista - baixo, teclados, voz
- Rita Lee - voz, flauta doce, percussão
- Sérgio Dias - guitarras, voz

Participações especiais
- Dr. César Baptista - voz em "Ave Gengis Khan"
- Dirceu de Medeiros - bateria
- Jorge Ben - voz e violão em "A Minha Menina"

Produção musical
- Manoel Barenbein - produtor
- Rogério Duprat - arranjos
- Stélio Carlini - técnico de som

## Capa
A capa do disco é uma foto de Olivier Perroy. Sérgio veste uma capa preta de veludo; Arnaldo, um quimono; e Rita, um vestido-poncho feito com uma toalha indiana. A direção artística foi de Wesley Duke Lee, convidado por Guilherme Araújo. A contracapa traz desenhos feitos pelos próprios Mutantes.

## Curiosidades
- Esse disco foi eleito um dos 50 discos mais experimentais da história, segundo a revista MOJO. Ficou na frente de nomes como The Beatles, Pink Floyd e Frank Zappa
- O disco foi colocado na lista "Los 250: Essential Albums of All Time Latin Alternative - Rock Iberoamericano" (Os 250 álbuns essenciais de todos os tempos de Rock Latino) da revista Al Borde, na 21ª Posição, álbum brasileiro melhor colocado.[6]